# André Vallias
André Vallias (São Paulo, 1963) é um poeta visual, designer gráfico, produtor de mídia interativa e tradutor brasileiro. É formado na Faculdade de Direito da Universidade de São Paulo e, nos anos 1980, começou seu trabalho com poesia visual, tendo como orientadores Augusto de Campos e Omar Guedes. Residiu na Alemanha e foi curador da exposição Transfutur - poesia visual da União Soviética, Brasil e Países de língua alemã, em Kassel, e da mostra de poesia digital p0es1e-digitale dichtkunst, em Annaberg-Buchholz. Textos de sua autoria estão presentes em diversas antologias e foram publicados em revistas brasileiras e estrangeiras. É considerado um expoente da literatura digital. Em 2017, foi um dos autores convidados da Festa Literária Internacional de Paraty.
Em 2020 Ganhou o Prêmio Jabuti na categoria tradução com a obra Bertolt Brecht: Poesia publicado pela Editora Perspectiva.